# East Midlands Counties Football League
De East Midlands Counties Football League is een Engelse voetbalcompetitie op het tiende niveau van de Engelse voetbalpiramide. De competitie ging van start in het seizoen 2008/09 met acht clubs uit zowel de Central Midlands League als de Leicestershire Senior League en twee clubs uit de Northern Counties East League.
Op 15 mei 2008 plaatste een commissie van de FA de nieuwe competitie op het zesde niveau van het National League System.

## Kampioenen
- 2008/09: Kirby Muxloe
- 2009/10: Dunkirk
- 2010/11: Gresley
- 2011/12: Heanor Town
- 2012/13: Basford United
- 2013/14: Thurnby Nirvana